# Nowa Ruda (Białoruś)

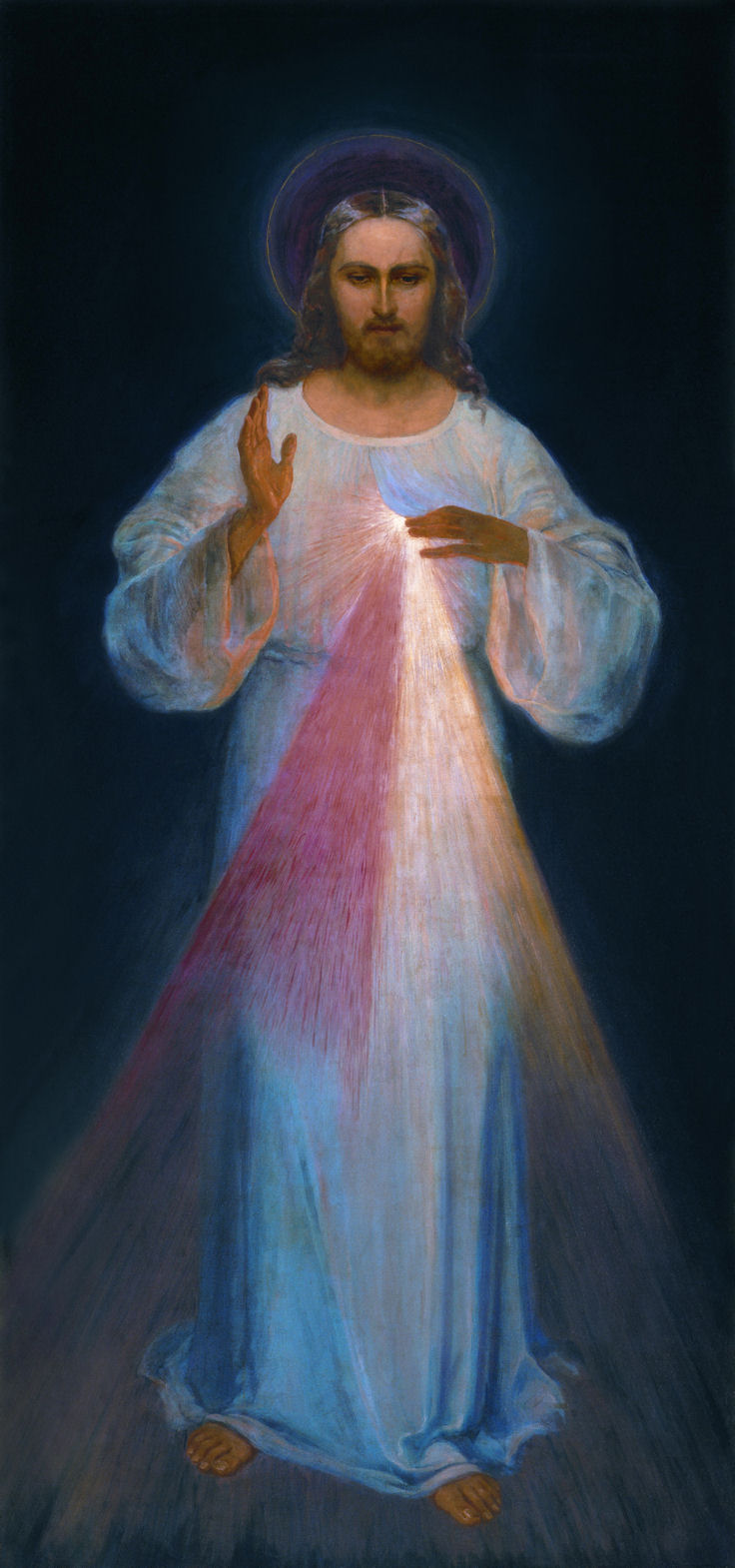
Obraz Jezusa miłosiernego przebywał w Nowej Rudzie w latach 1956-1986

Nowa Ruda (biał. Новая Руда, Nowaja Ruda) – wieś w rejonie grodzieńskim obwodu grodzieńskiego, w sielsowiecie Porzecze.

## Przynależność administracyjna
- w okresie zaboru rosyjskiego miejscowość leżała w gminie Berszty ujezdu grodzieńskiego guberni grodzieńskiej[2].
- w okresie międzywojennym Nowa Ruda należała do gminy wiejskiej Berszty w powiecie grodzieńskim województwa białostockiego.

## Ludność
Według wyników spisu powszechnego z 1921 r. w miejscowości było 75 domów. Mieszkało tu 389 osób: 173 mężczyzn, 216 kobiet. Pod względem wyznania żyło tu 369 katolików, 12 prawosławnych i 8 żydów. 377 mieszkańców podało narodowość polską, 5 białoruską, a 7 „inną” (niż polska, białoruska, niemiecka czy żydowska).
W 1929 r. istniał tu jeden młyn wodny (własność parafii prawosławnej) i dwa sklepy spożywcze.

## Polacy, kościół
Do dzisiaj we wsi mieszkają Polacy. Działa tu też rzymskokatolicka parafia św. Jerzego Męczennika w Nowej Rudzie należąca do dekanatu Grodno-Wschód diecezji grodzieńskiej (kościół z 1938 r.). Przez pewien czas (1956–1986) w noworudzkiej parafii przebywał obraz Jezusa Miłosiernego namalowany w 1934 r. przez wileńskiego malarza Eugeniusza Kazimirowskiego na podstawie wizji św. Faustyny Kowalskiej.